# 千葉均
千葉 均（ちば ひとし、1955年1月22日 - 2009年10月20日）は、ばんえい競馬の騎手、調教師。騎手時代の所属は大野英夫、大友榮司、平田義弘厩舎。北海道虻田郡京極町出身。血液型はAB型。

## 来歴
最初1977年に厩務員となる。騎手デビューは1979年4月27日で、翌4月28日にオーバンに騎乗して初勝利を挙げた。
1982年9月6日に通算100勝、1988年4月20日に通算500勝、1993年11月28日に通算1000勝を達成。2006年5月27日にばんえい競馬史上8人目となる通算2000勝を達成した。
2007年、同年度第3回調教師・騎手免許試験にて調教師試験に合格し、同年末をもって騎手を引退。けがのため最終日には騎乗しなかった。最終的な勝利数は2106、うち重賞32勝。
2008年、1月1日付で調教師免許が交付され、4月1日付で厩舎を開業。4月26日に初勝利を挙げ、12月にはばんえいダービーで優勝するなど、約1年半の間に55勝を挙げた。2009年10月20日、肺癌のため54歳で死去。

## おもな騎乗馬
- ヤマト[1]
- ニセコクイン[1]
- ヨウテイクイン[1]
- アサギリ[1]
- ヨコハマボーイ（2001年ばんえい三冠[1]）